# ناثان أدريان
ناثان أدريان (Nathan Adrian) هو لاعب أولمبي لرياضة السباحة من الولايات المتحدة. شارك في الأولمبياد الصيفي في 2008–2012، وفاز بما مجموعه 4 ميداليات.

## الميداليات
| ذهب | فضة | برونز | المجموع |
| 3   | 1   | 0     | 4       |

## روابط خارجية
- ناثان أدريان على موقع IMDb (الإنجليزية)
- ناثان أدريان على موقع الاتحاد الدولي للسباحة (الإنجليزية)
- ناثان أدريان على موقع SwimRankings.net (الإنجليزية)
- ناثان أدريان على موقع اللجنة الأولمبية الدولية (الإنجليزية)
- ناثان أدريان على موقع أوليمبيديا (الإنجليزية)
- ناثان أدريان على موقع اللجنة الأولمبية والبارالمبية الأمريكية (الإنجليزية)